# Milton Flávio
Milton Flávio Marques Lautenschlager (Birigui, 24 de agosto de 1947) é um médico, escritor, professor e político brasileiro.

## Carreira
Urologista e professor da Faculdade de Medicina da UNESP, em Botucatu. Filho de Elyseu Lautenschlager e Deolinda Marques Lautenschlager, é pai de três filhos. 
Foi secretário municipal de Saúde e Meio Ambiente de Botucatu (1993/94). Em 1994 foi eleito deputado estadual pelo PSDB. Membro do Diretório Estadual do PSDB desde 1995, ocupou vaga na Executiva Estadual de 1995 a 1999. Por duas vezes foi líder da bancada do PSDB na Assembleia Legislativa e integrante das comissões permanentes de Saúde e Higiene e Ciência e Tecnologia da Assembleia. 
Em 1998 disputou mais uma eleição conquistando votos em cerca de 400 municípios paulistas. No início de seu segundo mandato foi levado ao posto de vice líder do governo na Assembleia Legislativa. Em 2000 é escolhido pelo governador Mário Covas para desempenhar a função de líder do Governo, posto que ocupou até a morte do líder, sendo responsável por comandar a aprovação dos principais projetos do Executivo na Assembleia. 
Também atuou em causa GLBT.

### Atuação Parlamentar
Firmou-se como um membro do parlamento paulista, sendo responsável pela condução e aprovação dos projetos apresentados pelos governadores Mário Covas, Geraldo Alckmin e José Serra. Na Assembleia Legislativa tem concentrado sua atuação em duas áreas de grande interesse social: Saúde e Educação. 

### Leis com sua autoria
- 9.627/97, que prevê a descentralização dos serviços prestados pelo IAMSPE
- 9.830/97, que instituiu o "Programa Estadual de Prevenção e Combate ao Uso de Entorpecentes;
- 10.003/98 que dispõe sobre a "Campanha de Vacinação para a Terceira Idade" no Estado de SP
- 10.215/99, que dispõe sobre a "Política Estadual de Conscientização e Orientação sobre o Lúpus Eritematoso Sistêmico";
- 10.364/99 que autoriza a FURP – Fundação para o Remédio Popular – a repassar, a preço de custo, os seus medicamentos às entidades sociais reconhecidas
- 10.685/00, que autoriza convênio entre as Secretarias de Educação e da Saúde
- 10.894/01 que dispõe sobre o preenchimento dos cargos de Direção Executiva nas Agências Reguladoras de Serviços Públicos e outros órgãos ou entidades assemelhados[4].

### Projetos de lei
- 149/2001 que objetiva assegurar aos portadores do Registro Geral Escolar (RGE) o direito de pagar meia entrada em eventos esportivos e culturais
- 598/2001 que institui o Programa Voluntariado Especial que possibilitará a integração e participação do idoso na sociedade
- 748/2001 que institui o Selo Empresa Amiga de São Paulo, a ser conferido à empresas que contribuam com projetos na área social.

## Publicações
- Caderno - CEDEC [5]
- Abuso do direito - ISBN: 9788522445899 [6]